# George Walker (artista de vodevil)
George Walker (1872 o 1873 - 1911) fue un actor de vodevil y productor teatral estadounidense. En 1893, en San Francisco, Walker a la edad de 20 años conoció a Bert Williams, que era un año menor. Los dos jóvenes se convirtieron en compañeros de actuación. Walker y Williams aparecieron en The Gold Bug (1895), Clorindy (1898), The Policy Player (1899), Sons of Ham (1900), In Dahomey (1903), Abyssinia (1906) y Bandanna Land (1907). Walker se casó con la bailarina Ada Overton, quien más tarde también fue coreógrafa.
Los dos hombres establecieron una agencia, The Williams and Walker Company, para apoyar a los actores afroamericanos y otros artistas, crear redes y producir nuevas obras.

## Primeros años de vida
George W. Walker nació en 1873 en Lawrence, Kansas. Comenzó su carrera como artista infantil, haciendo giras en espectáculos de minstrel negros y medicine shows.

## George Walker y Bert Williams

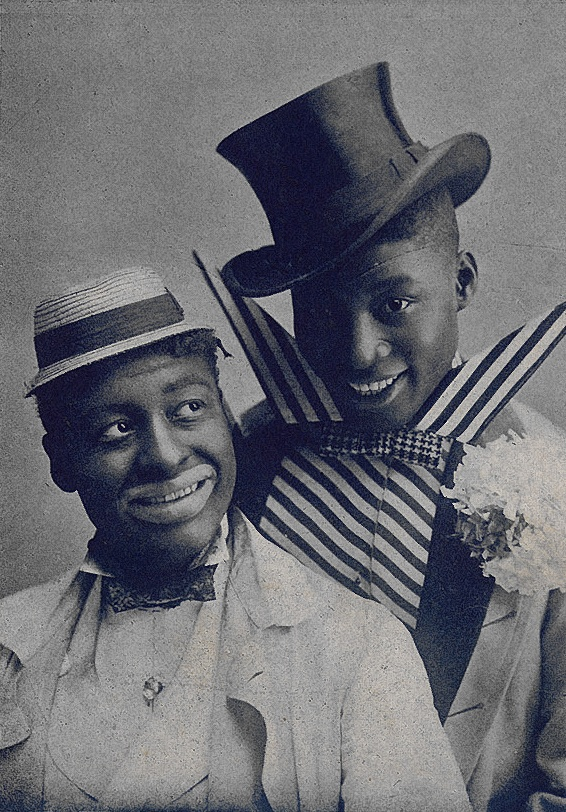
Williams y Walker, foto en la portada del folleto con la partitura de la canción I'm Jonah Man del musical In Dahomey, 1903.

Walker y Bert Williams se convirtieron en dos de las figuras más destacadas de la época dorada del minstrel y en un dúo famoso. Se conocieron en 1893 en San Francisco y formaron un acto de vodevil cuando Walker tenía 20 años. Bert Williams había llegado a los Estados Unidos cuando era niño con sus padres desde las Bahamas y se convirtió en artista de vodevil en la adolescencia.
Los dos decidieron subvertir los estereotipos del vodevil y jugar en contra de su apariencia. Con una piel más clara que insinúa cierta ascendencia europea y una buena voz, según las expectativas de la época, Williams habría actuado como el "hombre serio" en las rutinas de comedia. Williams tenía mucho talento y tocaba muy bien todos los instrumentos. Walker tenía la piel más oscura y era un gran comediante y bailarín. Se esperaría que hiciera del tonto. Pero los dos se dieron cuenta de que eran mucho más divertidos cuando invertían sus papeles, así que ". . . Walker se convirtió en el hombre serio y recto, vestido con un estilo demasiado elegante y gastando todo el dinero que podía pedir prestado o engañar al perezoso, descuidado y desafortunado Williams, y Williams se convirtió en el tonto, triste, cómico a pesar de todo- chivo expiatorio".
Las primeras ambiciones de Bert Williams habían sido asistir a la Universidad Stanford y convertirse en ingeniero. Como no podía permitirse el lujo de ir, había trabajado como camarero cantante en hoteles de San Francisco. George Walker había actuado desde niño en medicine shows ambulantes antes de terminar en San Francisco y unirse a Williams. Una vez que se organizaron, necesitaban darse a conocer en el mundo teatral. Su acto se hizo popular en los teatros de la costa oeste, donde los espectáculos de minstrel se incluían como vodevil.
Por entonces, los dúos cómicos de blancos se anunciaban a sí mismos como "coons" (literalmente, "mapaches"; en la época, un término despectivo para referirse a los negros) y actuaban en el vodevil con la cara pintada de negro. Williams y Walker decidieron promocionarse como los "dos verdaderos coons". En 1896, aparecieron en una producción de la ciudad de Nueva York llamada The Gold Bug en el Casino Theatre. Fue una tirada corta y la producción no recibió buenas críticas, pero fueron contratados por otro teatro por una tirada récord de veintiocho semanas. Durante ese tiempo, popularizaron el cakewalk. Este baile se hizo muy popular entre la alta sociedad de la ciudad de Nueva York y se extendió entre los blancos a todas las clases sociales. Su siguiente proyecto fue The Sons of Ham. Williams y Alex Rogers escribieron una canción llamada "I'm a Jonah Man", y la canción se convirtió en marca registrada de Williams. Participaron en un evento a "Beneficio de los pobres de Nueva York" que tuvo lugar el 9 de febrero de 1897 en la Metropolitan Opera House, su única aparición en ese teatro.
Cuando Williams y Walker comenzaron a actuar juntos, querían cambiar la dinámica cómica teatral. Pero también tenían que satisfacer la demanda de la audiencia, y la audiencia era predominantemente blanca. Comenzaron presentando el tradicional cakewalk, un baile de la época de la esclavitud. Se sabe que se basaba en las danzas festivas de África Occidental que se realizan comúnmente durante las fiestas de la cosecha. En las plantaciones, las parejas formaban un círculo, paseaban, hacían cabriolas con cubos de agua sobre la cabeza al sonido de los banjos y aplaudía. La pareja ganadora recibía un pastel (de ahí el nombre).
Cuando Williams y Walker adoptaron el cakewalk, "el baile tenía muchas variaciones y algunas, aparentemente, eran una parodia cómica ligeramente velada de las posturas pretenciosas y las actitudes altivas de sus amos". Después de que Williams y Walker introdujeron este baile en su acto, el cakewalk comenzó a bailarse en espectáculos, exhibiciones, concursos y salas de baile. Estos estaban abiertos solo a las comunidades blancas, con diferentes lugares que atraían desde la clase trabajadora hasta la clase alta. Con el tiempo se extendió por los Estados Unidos y luego a Europa.
Los dos hombres estaban interesados en incorporar temas y personajes africanos en los espectáculos estadounidenses. Esa oportunidad llegó con la producción de In Dahomey. Williams y Walker se asociaron con el compositor Will Marion Cook, el libretista Jesse Ship y el poeta/letrista Paul Laurence Dunbar para producir la comedia musical In Dahomey, el primer musical de larga duración que se estrenó en Broadway escrito e interpretado íntegramente por negros. Esta comedia musical tenía toda la música original y fue apoyada por escenografía y utilería. A diferencia de los espectáculos de vodevil, tenía una historia completa de principio a fin, aunque las canciones a menudo estaban vagamente relacionadas con ella.

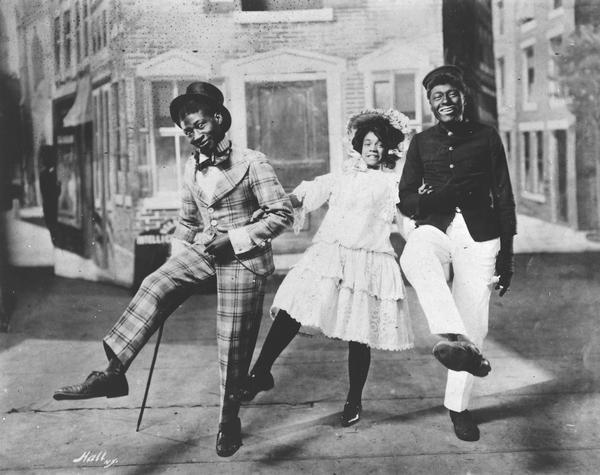
De izquierda a derecha, George Walker, Ada Overton Walker y Bert Williams bailan cakewalk en In Dahomey, el primer musical de Broadway escrito e interpretado por negros; 1903.

Algunos críticos han sugerido que las tramas de las películas de comedia posteriores de Bing Crosby y Bob Hope eran similares. "Las películas de Crosby/Hope bien pueden haberse inspirado en programas de Williams y Walker como 'In Dahomey'". Este espectáculo tuvo tanto éxito que recibió excelentes críticas en Londres y estuvo de gira por todo el Reino Unido y Estados Unidos.
Williams y Walker trabajaron muy duro para producir teatro de calidad. Querían que sus decorados y vestuarios fueran tan cuidados y extravagantes como los de los teatros blancos. También tenían una gran iluminación y accesorios elaborados. Walker era el más experto en negocios de los dos y manejaba la mayoría de las responsabilidades de gestión de sus producciones. El objetivo de Walker era elevar la profesionalidad en el teatro negro. Para 1906, Williams y Walker estaban activos en la organización de un sindicato de actores afroamericanos llamado The Negro's Society.
En 1908, Walker fundó The Frogs, una organización para artistas profesionales afroamericanos. Era un lugar para que los artistas negros se reunieran y socializaran para conocerse y crear una base de apoyo. Su organización realizó eventos que incluyeron actos de vodevil negros, cenas y bailes. Alentaron a los jóvenes artistas a lograr un estándar de excelencia en su trabajo escénico.
El equipo produjo y protagonizó dos obras de teatro muy exitosas, In Abyssinia y su espectáculo final, Bandanna Land (1907). Pero Walker enfermó y se vio obligado a retirarse del mundo del espectáculo a mediados de la temporada 1908-1909.

## Muerte
Mientras estaba de gira con Bandanna Land en 1909, Walker comenzó a tartamudear y a sufrir pérdida de memoria. Eran los síntomas de sífilis terminal. Murió el 8 de enero de 1911 y fue enterrado en el cementerio de Oak Hill, en su ciudad natal de Lawrence, Kansas.

## Los últimos años de Williams
Después de la muerte de Walker, Williams tuvo dificultades para mantener su empresa en funcionamiento. Florenz Ziegfeld se acercó a él para que actuara en sus follies. Williams estuvo de acuerdo y firmó un contrato de tres años. Los actores blancos amenazaron con irse porque no querían la competencia de un actor negro, pero cambiaron de opinión cuando Ziegfeld dijo que podía reemplazar a cualquiera de ellos excepto a Williams, porque era único y talentoso. Después de que terminó su contrato, Williams actuó durante otros tres años con las Follies debido a su éxito.
En 1913, Williams logró el éxito como estrella discográfica. Protagonizó dos cortometrajes mudos, Fish y Natural Born Gamblers, en 1916.
En 1920, apareció en Broadway Brevities of 1920, seguido de Shuffle Along, en 1921. Esto pareció reabrir Broadway a los musicales negros. Produjo un espectáculo completamente negro llamado Under the Bamboo Tree, que no fue un gran éxito. Su salud comenzó a fallar y  murió el 4 de marzo de 1922.

## Contribuciones
Walker se convirtió en más que un animador y fue considerado un líder. Hizo muchas contribuciones significativas a través de sus espectáculos y la gestión de The Williams and Walker Company.

### Aportes como artista
Como artistas de vodevil, Walker y Williams alcanzaron la cima del teatro nacional actuando en Broadway y más allá. El vodevil era conocido por las actuaciones de sus intérpretes para el público, creando un aire de intimidad que normalmente no existe en el teatro serio. Walker y Williams trajeron algo de esta intimidad a In Dahomey (1903) y Bandanna Land (1907-1909). Lucharon contra el racismo y desafiaron los estereotipos, además de enseñar a las audiencias blancas sobre la cultura afroamericana.
In Dahomey (1903) fue la primera comedia musical de temática africana de larga duración. Dirigido por Bert Williams y George Walker, rompió los estereotipos de color en Broadway. El musical cuenta la historia de un grupo de afroamericanos que encuentran una olla de oro y se mudan a África para convertirse en gobernantes de Dahomey. La canción de la obra "Swing Along" capturó la mentalidad de los artistas negros. En esta canción, el habla en dialecto alentó a las audiencias negras a "levantar la cabeza en alto, con el orgullo y la alegría brillando en sus ojos", alentó a la gente a "balancearse" a pesar de la omnipresente mirada blanca, a “columpiarse a pesar de los horrores y la deshumanización de la vida bajo las leyes Jim Crow”.
Bandanna Land  (1907-1909)

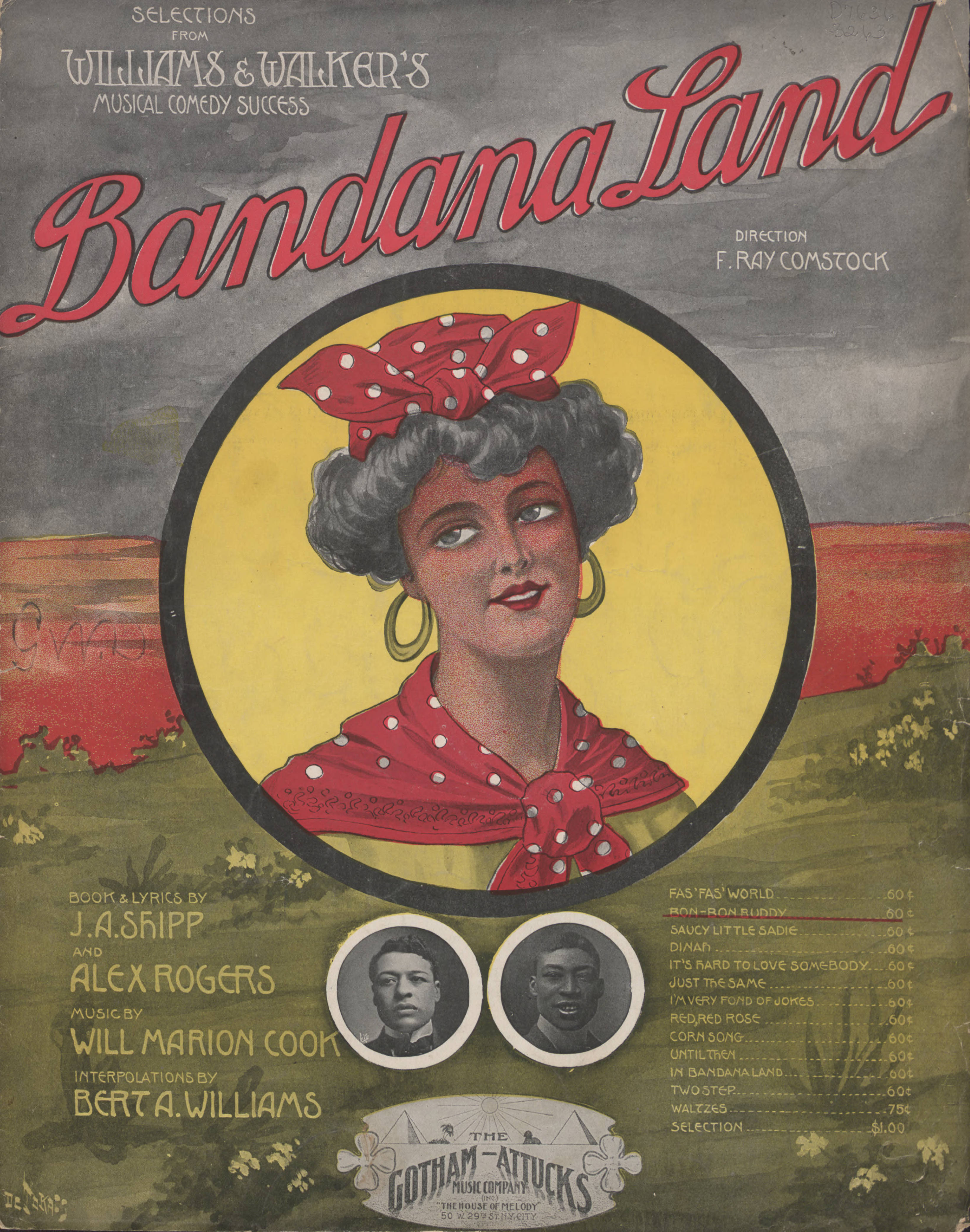
Portada de la partitura de la canción "Bon Bon Buddy" que cerraba el Acto 2 del musical de 1908 "Bandanna Land". Bert Williams está en la foto de abajo a la izquierda; George Walker en la parte inferior a la derecha.

La historia trata sobre unos agentes inmobiliarios afroamericanos que se burlan de los blancos. Aprovechando los temores de los blancos de un espacio público propiedad de negros y controlado por negros, la corporación de bienes raíces abre un parque de diversiones afroamericano y “organiza un gran y ruidoso jubileo de negros para levantar tal Hades que la gente los compró” a un precio inflado. Una vez más, Williams y Walker abordaron el espacio público segregado, los estereotipos racistas de los blancos y la explotación de los estereotipos por parte de los afroamericanos con fines económicos. Según Sotiropoulos, aunque la mayoría de los críticos blancos comentaron sobre el "sabor negro" del programa o elogiaron su "pintoresco paisaje rural" y su "naturalidad", no entendieron que la broma más grande era que se aprovechaban de los blancos debido a su racismo.
El éxito de The Williams and Walker Company dependía de ir más allá de los estereotipos, pero solo hasta donde el público blanco pudiera aceptar. El límite entre empujar los límites y sentirse ofendido tenía que ser manipulado cuidadosamente en el escenario por los artistas. Esto fue algo que los críticos negros apreciaron plenamente.

### Aportes como dueño de un negocio
“Pensamos que como parecía haber una gran demanda de caras negras en el escenario, haríamos todo lo posible para obtener lo que sentíamos que nos pertenecía por ley de la naturaleza”. -George Walker
Como líder de The William and Walker Company, Walker proporcionó un lugar para que artistas de color talentosos se reunieran y se comunicaran, lo que alentó la presencia de los artistas afroamericanos en el escenario.

#### Proporcionar un espacio de encuentro para artistas negros.
Una vez que Williams y Walker tuvieron éxito por primera vez en Nueva York con su acto de vodevil de 1896, su “primer paso fue alquilar un apartamento en la calle 53, amueblarlo y abrir la puerta a todos los hombres de color que poseían habilidades teatrales y musicales y ambición."  Querían proporcionar un espacio donde "todas las personas profesionales de color pudieran reunirse e intercambiar puntos de vista y sentirse como en casa", y su propio apartamento se convirtió en "la sede de todos los jóvenes artistas de nuestra raza". Walker explicó, "al tener a estos hombres cerca", él y Williams "tuvieron la oportunidad de estudiar la habilidad musical y teatral de los miembros más talentosos de nuestra raza". (Theater Magazine, agosto de 1906). Más tarde, este lugar fue conocido como el área negra más "culturalmente elegante" de la ciudad, se convirtió en el centro del mundo teatral negro fuera del escenario y más tarde se lo denominó "Black Broadway" y "Black Bohemia".

#### Empleos para artistas negros
Además de ofrecer una salida creativa a artistas afroamericanos, The William and Walker Company apoyó a sus artistas con una paga. Pusieron una gran parte de sus ganancias en su empresa, apoyando a los actores, escritores, músicos, tramoyistas y el resto del personal que hizo que su empresa fuera tan exitosa.
Como dijo Walker, “Averigüe cuántas familias apoyaría eso. Luego mire el talento multifacético que estamos empleando y fomentando. Ahora, ¿nos ve a la luz de una institución racial?”  The New York Age lo elogió por crear “condiciones que proporcionaron puestos para escritores, compositores e intérpretes de color, puestos que pagaban grandes salarios”, y lo declaró “el comandante en jefe de las fuerzas teatrales de color”.